# Diều đuôi vuông
Diều đuôi vuông, tên khoa học Lophoictinia isura, là một loài chim trong họ Accipitridae. Đây là loài chim săn mồi có kích thước trung bình (khoảng 500 - 700 gram) và là loài duy nhất trong chi Lophoictinia.